# Felicidade
Felicidade pode ser definida por um momento em que há a percepção de um conjunto de sentimentos prazerosos. A felicidade é um estado durável de plenitude, satisfação e equilíbrio físico e psíquico, em que o sofrimento e a inquietude são transformados em emoções ou sentimentos que vão desde o contentamento até a alegria intensa ou júbilo. A felicidade tem, ainda, o significado de bem-estar espiritual ou paz interior. Existem diferentes abordagens ao estudo da felicidade - pela filosofia, pelas religiões ou pela psicologia. O ser humano sempre procurou a felicidade. Filósofos e  religiosos sempre se dedicaram a definir sua natureza e que tipo de comportamento ou estilo de vida levaria à felicidade plena.
A felicidade é o que os antigos gregos  chamavam de eudaimonia, um termo ainda usado em ética. Para as emoções associadas à felicidade, os filósofos preferem utilizar a palavra prazer. É difícil definir, rigorosamente, a felicidade e sua medida. Investigadores em psicologia desenvolveram diferentes métodos e instrumentos, a exemplo do Questionário da Felicidade de Oxford, para medir o nível de felicidade de um indivíduo. Esses métodos  levam em conta fatores físicos e psicológicos, tais como envolvimento religioso ou político, estado civil, paternidade, idade, renda etc.

## Evolução histórica das reflexões sobre a felicidade
Zoroastro, profeta iraniano que teria nascido entre os séculos XVII e XIV a.C., criou uma doutrina religiosa, o zoroastrismo, que se baseava numa luta permanente entre o bem e o mal. Quando Zoroastro perguntou, à divindade do bem, Aúra-Masda, sobre o que seria felicidade na terra, a resposta teria sido: "Um lugar ao abrigo do fogo e dos animais ferozes; mulher; filhos; e rebanhos de gado".
Por volta do século VI a.C., na China, dois filósofos apontaram dois caminhos para se atingir a felicidade: Lao Tsé defendeu que a harmonia na vida podia ser alcançada através da união com o tao, ou seja, com as forças da natureza. Já Confúcio enfatizou o dever, a cortesia, a sabedoria e a generosidade como elementos que permitiriam uma existência feliz.

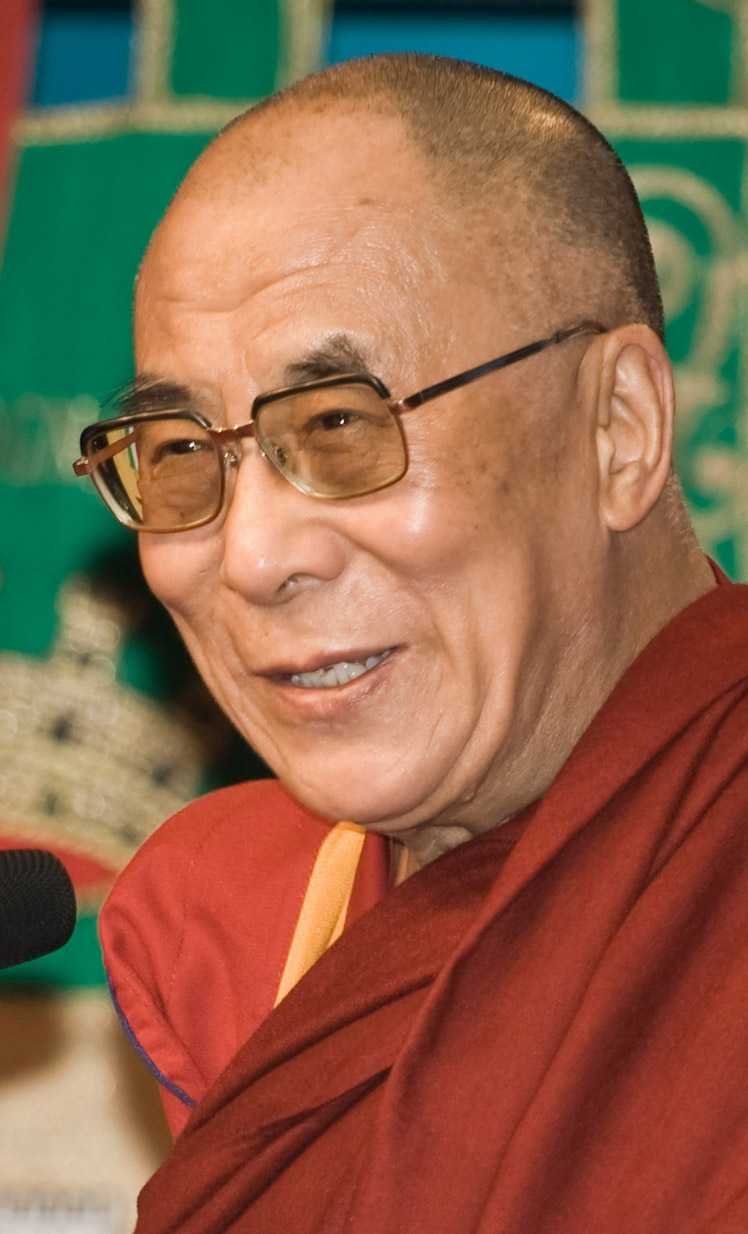
O dalai lama Tenzin Gyatso defende a autorreflexão e a serenidade como caminhos para se atingir a felicidade

A felicidade é um tema central do budismo, doutrina religiosa criada na Índia por Sidarta Gautama por volta do século VI a.C. Para o budismo, a felicidade é a liberação do sofrimento, liberação esta obtida através do Nobre Caminho Óctuplo. Segundo o ensinamento budista, a suprema felicidade só é obtida pela superação do desejo em todas as suas formas.  Um dos grandes mestres contemporâneos do budismo, o dalai lama Tenzin Gyatso, diz que a felicidade é uma questão primordialmente mental, no sentido de ser necessário, primeiramente, se identificar os fatores que causam a nossa infelicidade e os fatores que causam a nossa felicidade. Uma vez identificados esses fatores, bastaria extinguir os primeiros e estimular os segundos, para se atingir a felicidade. O dalai lama ainda enfatiza a importância da disposição mental para se atingir a felicidade: sem uma disposição mental adequada, de nada adianta a posse de fatores externos, como riqueza, amigos etc. E a disposição mental adequada para a felicidade baseia-se sobretudo na serenidade.
Mahavira, um filósofo indiano contemporâneo de Sidarta Gautama, enfatizou a importância da não violência como meio de se atingir a felicidade plena. Sua doutrina perdurou sob o nome de jainismo.
Para o filósofo grego Aristóteles, que viveu no século IV a.C., a felicidade é uma atividade de acordo com o que há de melhor no homem. O homem, diferente de todos os outros seres vivos, é dotado de linguagem (logos), e a atividade que há de melhor no homem deve ser realizada de acordo com a virtude, então, aquele que organizar os seus desejos de acordo com um princípio racional terá uma ação virtuosa e a vida de acordo com a virtude será considerada uma vida feliz. Assim, a felicidade, para o filósofo grego, é uma atividade da alma de acordo com um princípio racional, isto é, uma atividade de acordo com a virtude. Por isso, ela está ligada à ideia de satisfação. Com isso, vemos que a concepção aristotélica de felicidade diverge em muito da concepção contemporânea, por exemplo, que considera a felicidade como a paz de espírito ou um estado durável de emoções positivas. Para Aristóteles, um homem feliz é um homem virtuoso. Nesse sentido, muitas vezes se sugere que o termo eudaimonia não seja traduzido, destacando a diferença do que concebemos atualmente como felicidade. A palavra eudaimonia é composta por "eu" ('bom') e "daimōn" ("espírito"). Trata-se de um dos conceitos centrais na ética e na filosofia política de Aristóteles.
Epicuro, filósofo grego que viveu nos séculos IV e III a.C., defendia que a melhor maneira de alcançar a felicidade é através da satisfação dos desejos de uma forma equilibrada, que não perturbe a tranquilidade do indivíduo.
Pirro de Élis, filósofo grego contemporâneo de Epicuro, também advogava que a felicidade residia na tranquilidade, porém divergia quanto à forma de se alcançar a tranquilidade. Segundo Pirro, a tranquilidade viria do reconhecimento da impossibilidade de se fazer um julgamento válido sobre a realidade do mundo. Tal reconhecimento livraria a mente das inquietações e geraria tranquilidade. Este tipo de pensamento é, historicamente, relacionado à escola filosófica do ceticismo.
Outra escola filosófica grega da época, o estoicismo, também defendia a tranquilidade (ataraxia) como o meio de se alcançar a felicidade. Segundo essa escola, a tranquilidade poderia ser atingida através do autocontrole e da aceitação do destino.

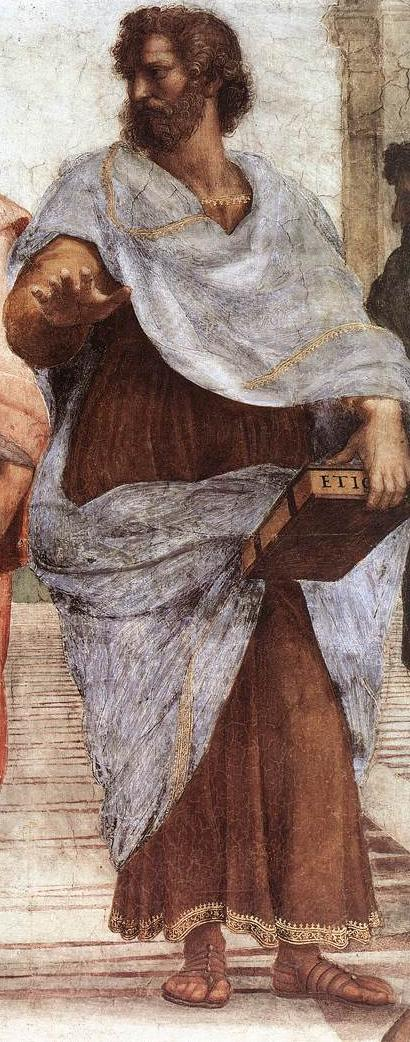
Para Aristóteles, a felicidade pode ser atingida pela prática do bem

Jesus Cristo defendeu o amor como o elemento fundamental para se atingir a harmonia em todos os níveis, inclusive no nível da felicidade individual. Sua doutrina ficou conhecida como cristianismo.
Maomé, no século VII, na Península Arábica, enfatizou a caridade e a esperança numa vida após a morte como elementos fundamentais para uma felicidade duradoura, eterna.
O cristianismo, após a morte de Jesus, aprimorou-se institucionalmente e dividiu-se em vários ramos. Um deles, o catolicismo, produziu muitos filósofos famosos, como Tomás de Aquino, que, no século XIII, descreveu a felicidade como sendo a visão beatífica, a visão da essência de Deus.
O filósofo suíço Jean-Jacques Rousseau defendeu que o ser humano era, originalmente, feliz, mas que o advento da civilização havia destruído esse estado original de harmonia. Para se recuperar a felicidade original, a educação do ser humano deveria objetivar o retorno deste à sua simplicidade original.
Na Inglaterra dos séculos XVIII e XIX, os filósofos Jeremy Bentham e John Stuart Mill criaram o utilitarismo, doutrina que dizia que a felicidade era o que movia os seres humanos. Segundo o utilitarismo, os governos nacionais têm, como função básica, maximizar a felicidade coletiva e bem estar.
O positivismo do filósofo francês Auguste Comte (1798-1857) enfatizou a ciência e a razão como elementos que deveriam nortear o ser humano na busca da felicidade. Esta felicidade seria baseada no altruísmo e na solidariedade entre todo o gênero humano, formando a chamada "religião da humanidade".
O filósofo alemão Karl Marx (1818-1883) defendeu o estabelecimento de uma sociedade igualitária, sem classes, como elemento fundamental para se atingir a felicidade humana.
O psiquiatra Sigmund Freud (1856-1939), o criador da psicanálise, defendia que todo ser humano é movido pela busca da felicidade, através do que ele denominou princípio do prazer. Porém essa busca seria fadada ao fracasso, devido à impossibilidade de o mundo real satisfazer a todos os nossos desejos. A isto, deu o nome de "princípio da realidade". Segundo Freud, o máximo a que poderíamos aspirar seria uma felicidade parcial.
A psicologia positiva - que dá maior ênfase ao estudo da sanidade mental e não às patologias - relaciona a felicidade com emoções e atividades positivas. Segundo essa percepção, o homem estaria responsável pela própria felicidade, sem depender dos outros ou de um deus. Assim, o indivíduo deve se condicionar psicologicamente, a partir de atitudes como ser positivo, ser grato, fazer o bem. Dessa forma, o ato de fingir ser feliz seria uma maneira de se condicionar a estar feliz.
A economia do bem-estar defende que o nível público de felicidade deve ser usado como suplemento dos indicadores económicos mais tradicionais, como o produto interno bruto, a inflação etc.
Estudos científicos iniciados em 1970 por David T. Lykken, geneticista e professor de Psicologia da Universidade de Minnesota, indicam que a felicidade também depende de fatores hereditários. O autor e outros pesquisadores afirmam que, quanto ao bem-estar subjetivo, dependemos em parte da “grande loteria genética que ocorre no momento da concepção” – daí resultaria o fato de as pessoas serem predominantemente otimistas ou pessimistas. Outros estudos científicos recentes têm procurado achar padrões de comportamento e pensamento nas pessoas que se consideram felizes. Alguns padrões encontrados são:
- capacidade de adaptação a novas situações
- buscar objetivos de acordo com suas características pessoais
- riqueza em relacionamentos humanos
- possuir uma forte identidade étnica
- ausência de problemas
- ser competente naquilo que se faz
- enfrentar problemas com a ajuda de outras pessoas
- receber apoio de pais, parentes e amigos
- ser agradável e gentil no relacionamento com outras pessoas
- não superdimensionar suas falhas e defeitos
- gostar daquilo que se possui
- ser autoconfiante
- pertencer a um grupo[18]
- independência pessoal

Hoje, o conceito de felicidade está intimamente atrelado ao "culto do indivíduo". Ser feliz é o resultado de um "projeto de produção da felicidade", segundo Joel Birman. Essa percepção confere maior autonomia ao indivíduo e relaciona felicidade à qualidade de vida e à autoestima. Por isso, a depressão se torna o maior sofrimento na modernidade: ser infeliz é o "fracasso performático do sujeito", define Birman. Segundo ao psicólogo Ed Diener " Pessoas felizes têm um sistema imunológico mais forte, e há algumas evidências de que vivem mais.".